# بيدرو ألفيس (لاعب كرة قدم)
بيدرو ألفيس (27 مايو 1983 بلشبونة في البرتغال - ) هو لاعب كرة قدم برتغالي في مركز الوسط. لعب مع أريس ليماسول ولوليتيانو وS.C.U. Torreense ‏ وA.D. Carregado ‏ وأورينتال دي لشبونة ‏ وC.D. Pinhalnovense ‏ وCD Operário ‏ وEstrela de Vendas Novas ‏.

## وصلات خارجية
- بيدرو ألفيس (لاعب كرة قدم) على موقع قاعدة بيانات كرة القدم.إي يو (الإنجليزية)
- بيدرو ألفيس (لاعب كرة قدم) على موقع Soccerway.com (الإنجليزية)